# San Andrés (ort i Colombia, Santander, lat 6,81, long -72,85)
San Andrés är en ort i Colombia.   Den ligger i departementet Santander, i den centrala delen av landet, 280 km nordost om huvudstaden Bogotá. San Andrés ligger 1 626 meter över havet och antalet invånare är 3 032.
Terrängen runt San Andrés är huvudsakligen bergig, men den allra närmaste omgivningen är kuperad. San Andrés ligger nere i en dal. Runt San Andrés är det ganska tätbefolkat, med 67 invånare per kvadratkilometer. Närmaste större samhälle är Málaga, 17,9 km sydost om San Andrés. Trakten runt San Andrés består i huvudsak av gräsmarker.